# Leonteu de Làmpsac
Leonteu de Làmpsac   (Làmpsac, segle IV aC - segle III aC) (en grec antic: Λεοντεύς 'Leonteús') va ser un filòsof grec, deixeble d'Epicur que va viure a inicis del segle iii aC. Estava casat amb Temista, també una deixeble de l'escola d'Epicur. La parella admirava molt a Epicur, i van posar el seu nom a un fill que van tenir.
Estrabó descriu Leonteu com «un dels homes més capaços de la ciutat [de Làmpsac]» juntament amb Idomeneu. Plutarc parla d'una carta, escrita per Leonteu, en la qual explica que Epicur va honorar Demòcrit «per haver-li donat elements per aconseguir el coneixement correcte». També diu que Epicur, en un principi, es declarava deixeble de  Demòcrit.